# Alfréd Rényi

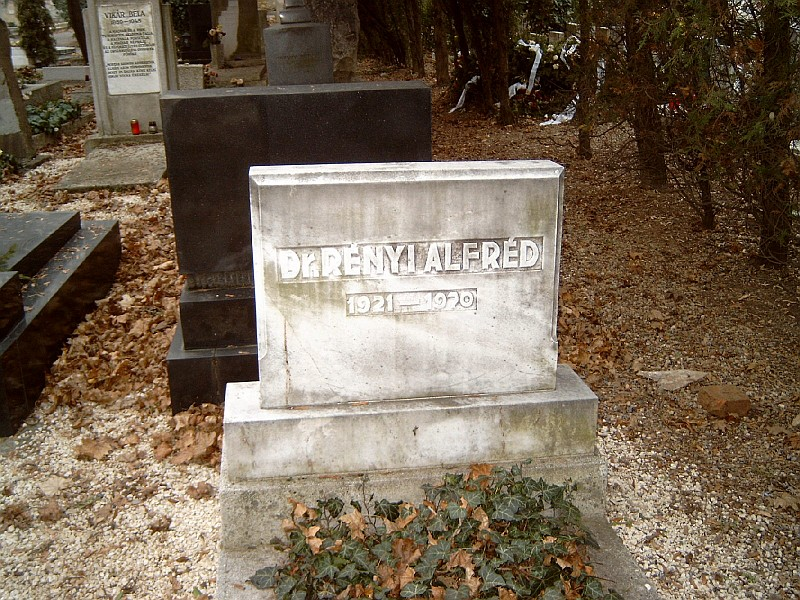
Graf van Alfréd Rényi

Alfréd Rényi (Boedapest, 20 maart 1921 – aldaar, 1 februari 1970) was een Hongaars wiskundige.

## Biografie
Aan de universiteit van Boedapest was hij een student van Lipót (Leopold) Fejér. Daarna doctoreerde hij aan de universiteit van Szeged bij Frigyes Riesz, en habiliteerde te Moskou in 1947. In 1949 werd hij professor aan de universiteit van Debrecen.
In 1950 richtte hij in de Hongaarse Academie voor Wetenschappen (MTA) het Instituut voor Toegepaste Wiskunde op, dat spoedig wereldfaam verwierf. Tot aan zijn dood was hij er de directeur van. Vanaf 1952 leidde hij ook de leerstoel voor waarschijnlijkheidsrekening van de Loránd Eötvös Wetenschappelijke Universiteit (ELTE).
In 1949 werd hij corresponderend lid, in 1956 vast lid van de MTA. Te zijner ere stichtte het Instituut voor Wiskundig Onderzoek van de MTA in 1972 de Alfréd Rényi-prijs.
Zelf won hij in 1949 en in 1954 de Kossuth-prijs.

## Wiskunde
In de wiskunde bereikte hij resultaten in de combinatoriek, de grafentheorie en vooral de waarschijnlijkheidsrekening. In 1947 ontwikkelde hij de van Linnyik afkomstige zeefmethode in de getaltheorie. Met behulp daarvan bereikte hij een belangrijk resultaat in verband met het vermoeden van Goldbach: hij bewees dat ieder voldoende groot even getal de som is van één priemgetal en een getal met ten hoogste K priemfactoren, waarbij K een concreet, berekenbaar getal is.
In de informatietheorie introduceerde hij het spectrum van Rényi entropieën van orde α, wat een belangrijke veralgemening is van de Shannonentropie en de Kullback-Leiblerdivergentie. De Rényi-entropieën geven een spectrum van bruikbare diversiteitsindices en leiden tot een spectrum van fractale dimensies. Het Rényi-Ulam spel is een raadspel waarbij sommige antwoorden fout kunnen zijn.
In de kansrekening is hij ook bekend om zijn parkeerconstanten, die de oplossing van het volgende probleem karakteriseren: gegeven een straat van enige lengte en auto's van eenheidslengte die op een willekeurige vrije plaats in de straat parkeren, wat is de gemiddelde dichtheid van auto's wanneer er geen vrije plaatsen meer zijn? De oplossing van dat probleem is asymptotisch gelijk aan 0,7475979 (reeks A050996 in de OEIS). Willekeurig parkeren is dus 25,2% minder efficiënt dan optimaal inpakken.
Van zijn ongeveer 350 artikelen schreef hij er 32 samen met Paul Erdős. De bekendste daarvan zijn zijn artikelen over de introductie van het Erdős-Rényi model van willekeurige grafan. Hij was ook een belangrijk popularisator van de wetenschap.
"De wiskunde was de grond van zijn bestaan. Tijdens het wandelen, skiën of autorijden was hij altijd bereid tot een wiskundige discussie. Dit onophoudelijk vlammen, die voortdurend met sigaretten en zwarte koffie aangewakkerde gloed brandde hem jong op, in de volheid van zijn werkkracht en lust, geen ogenblik de pijn van de achteruitgang voelend." (Pál Turán).

## Uitspraken
"Wie zegt dat hij niet van wiskunde houdt, zegt eigenlijk dat hij niet van nadenken houdt."
"Als ik slechtgehumeurd ben, doe ik aan wiskunde om mijn goede humeur terug te winnen. Als ik goedgehumeurd ben, doe ik aan wiskunde om mijn goede humeur te behouden."
"Een wiskundige is een machine die koffie omzet in stellingen" (vaak ten onrechte toegedicht aan Paul Erdős).